# Bibinje
Bibinje (en italien, Argimbusi, en latin, Vibiana) est un village et une municipalité située en Dalmatie, dans le comitat de Zadar, en Croatie. Au recensement de 2001, la municipalité comptait 3 923 habitants, dont 97,35 % de Croates.
Bibinje est la seule localité de la municipalité.